# معاهدة باريس (1303)
وقع على معاهدة باريس في 20 مايو 1303 بين فيليب الرابع ملك فرنسا وإدوارد الأول ملك إنجلترا. بناءً على شروط المعاهدة تستعيد مملكة إنجلترا منطقة غشكونية من مملكة فرنسا بعد احتلالها أثناء الحرب، والذي مهد الطريق لحرب المائة عام (1337–1453). كذلك تم التأكيد على أن ابنة فيليب ستتزوج ابن إدوارد (لاحقًا إدوارد الثاني ملك إنجلترا) كما تم الاتفاق عليه في معاهدة مونترويل (1299).